# Restauracja de la Sirène w Asnières
Restauracja de la Sirène w Asnières (hol. Restaurant de la Sirène in Asnières, fr. Le Restaurant de la Sirène à Asnières) – to tytuł dwóch obrazów Vincenta van Gogha namalowanych wiosną i latem 1887 podczas jego pobytu w Paryżu. Oba obrazy przedstawiają restaurację w podparyskiej miejscowości Asnières i zaliczają się do pierwszych arcydzieł artysty namalowanych w okresie paryskim. 
Nr kat.: F 313, JH 1251 (Restauracja de la Sirène w Asnières I) i F 312, JH 1253 Restauracja de la Sirène w Asnières II).

## Historia
Van Gogh przyjechał do Paryża 27 lutego 1886, a wyjechał do Arles w lutym 1888. W tym czasie namalował 230 obrazów. Jego artystyczna metamorfoza – od rustykalnego malarza realisty w stylu Milleta do radykalnego kolorysty – jest jedną z bardziej dramatycznych w XIX w. Artysta zjawił się w Paryżu, kiedy Monet, Auguste Renoir i Pissarro ponownie zastanawiali się nad swoją pozycją, Gauguin i Seurat walczyli o miano liderów awangardy, a młodsze pokolenie: Émile Bernard, Toulouse-Lautrec i Louis Anquetin poszukiwało inspiracji w średniowiecznym szkle, sztuce japońskiej i popularnych drzeworytach, pragnąc wyjść poza ramy impresjonizmu.
Podczas pobytu w Paryżu van Gogh mieszkał razem z bratem Theo w północnej części miasta: najpierw przy rue de Laval, a od czerwca 1886 przy rue Lepic. W przeciwieństwie do impresjonistów nie mógł sobie pozwolić na wakacje na wsi, lecz wybierał miejscowości blisko miejsca zamieszkania. Jego wybór padł na Asnières, miasteczko położone nad brzegiem Sekwany. Podczas pobytu w 1887 r. namalował kilka obrazów przedstawiających mosty, parki, fabryki oraz restaurację de la Sirène.
W kwietniu i maju pracował z Signakiem, a na jesieni z Bernardem. Signac opisywał go jako człowieka noszącego niebieski kaftan roboczy z wymalowanymi kolorowymi obrazkami na rękawach:
Przyciskając się do mnie szedł naprzód krzycząc i gestykulując, wymachując ogromnymi, świeżo namalowanymi płótnami, smarując farbą siebie i przechodniów.
W napisanym później liście do siostry Willeminy artysta stwierdził, iż dzięki Asnières zobaczył „więcej koloru”.

## Opis i analiza
Restauracja de la Sirène była położona przy 7 Boulevard de la Seine (obecnie Quai du Docteur-Derveux) w pobliżu mostu Pont Asnières. Van Gogh przedstawił ją jako atrakcyjny lokal, skąpany w jasnych promieniach letniego słońca. Budynki, niebo i drogę oddał w delikatnych szarych, błękitnych, żółtych i brązowych barwach, ożywiając następnie całą scenerię przez dodanie pnączy, powiewających chorągiewek i figur ludzi spoglądających w dół z balkonu na piętrze. Do rozjaśnienia elementów fasady i uwidocznienia detali, takich jak koszula jednej z postaci na ulicy, użył barwy białej. Delikatnymi pociągnięciami pędzla namalował nazwę restauracji na frontowym szyldzie. Oszczędnymi pociągnięciami przedstawił trzech mężczyzn siedzących przy kawiarnianym stoliku.
Jaskrawość obrazu została osiągnięta dzięki zastosowaniu barw dopełniających (np. czerwony budynek po prawej stronie i obok niego zielone pnącze lub użycie koloru pomarańczowego i niebieskiego na ścianach restauracji). Energii obrazowi dodały proste, pionowe i poziome pociągnięcia pędzlem. 
W obrazie van Gogh połączył zarówno zdobycze impresjonizmu, jak i dywizjonizmu, w efekcie czego jego paleta stała się jaśniejsza i żywsza.
Swoboda i spontaniczność dotknięć pędzla, którymi cechuje się obraz, mogłyby na pierwszy rzut oka sprawić wrażenie, że malarz stanął za sztalugami wyłącznie w celu zapisania doznań dostarczanych mu przez temat. Ale van Gogh jeszcze mieszkając w Holandii nabrał sceptycyzmu do dosłowności, jaką niósł naturalizm. Zastosowanie przez niego barw dopełniających na obrazie miało na celu zwiększenie intensywności przeżyć, których doznawał. Służyć temu miała też konstrukcja obrazu, w którym punkt zbiegu linii perspektywy wypada poza nim. Van Gogh używał niekiedy ramy do wykreślania perspektywy jako narzędzia organizacji przestrzeni na obrazie i porządkowania zmniejszających się obiektów, ale użycie tego przyrządu stało się w jego rękach bardziej środkiem wizjonerskiego niemal zbliżenia się do natury, niż sposobem na osiągnięcie banalnej poprawności.